# Attemperamento
Il processo di attemperamento è l'iniezione di liquido saturo in una corrente di vapore per ridurne la temperatura.
La temperatura di surriscaldamento in tutti i cicli a vapore deve essere controllata affinché non superi i limiti tecnologici del materiale stesso della turbina e della caldaia.
L'iniezione di liquido saturo a monte di questi componenti o di loro parti, consente di ridurre la temperatura del flusso di vapore con una ridotta quantità di liquido grazie al grande calore latente di evaporazione dell'acqua.